# Перемога (Бахмачский район)
Перемо́га (укр. Перемога) — посёлок, расположенный на территории Бахмачского района Черниговской области (Украина).
Население составляет 167 жителей (2006 год). Плотность населения — 83 500 чел/км².
Впервые упоминается в 1700 году.
Посёлок Перемога находится примерно в 16 км к юго-западу от центра города Бахмач. Средняя высота населённого пункта — 144 м над уровнем моря. Посёлок находится в зоне умеренного умеренно континентального климата.
Национальный состав представлен преимущественно украинцами, конфессиональный состав — христианами.